# Spoorlijn Aarhus - Thorsø
De spoorlijn Århus - Thorsø (Deens: Hammelbanen) was een lokaalspoorlijn tussen Århus en Thorsø in het noordoosten van het schiereiland Jutland in Denemarken.

## Geschiedenis
De lijn tussen Århus en Hammel werd in 1902 geopend door de Hammel-Arhus Jernbanen (HAJ), in 1914 volgde het gedeelte tussen Hammel en Thorsø. De HAJ veranderde vervolgens de naam in Aarhus-Hammel-Thorsø Jernbane (AHTJ). Door de toename van het wegverkeer na de Tweede Wereldoorlog was de lijn niet meer rendabel te exploiteren en werd gesloten in 1956.

## Huidige toestand
Thans is de volledige lijn opgebroken, met uitzondering van een klein gedeelte in Århus dat zich in de sporenbundel ten westen van Århus H bevindt.